# Ꚋ
Ꚋ, ꚋ (Т с крюком из середины) — буква расширенной кириллицы, использовавшаяся в осетинском, абхазском и чувашском языках.

## Использование
Была создана в 1844 году российским академиком финского происхождения Андреасом Шёгреном для осетинской письменности, где просуществовала до перехода на латиницу в 1923 году, обозначая абруптивный звук [tʼ], при повторном переходе на кириллицу в 1938 году была заменена на диграф тъ. 
Также была введена в абхазский алфавит Переводческого комитета для обозначения придыхательного звука [tʰ]) взамен т̓, использовавшейся М. Р. Завадским. Использовалась до латинизации алфавита в 1926 году, когда была заменена на t. При возврате на кириллицу в 1954 году вместо неё была введена буква Ҭ. 
Использовалась во втором варианте чувашского алфавита И. Я. Яковлева и В. Белилина 1872 года, заменив букву т́, использовавшуюся в первом варианте алфавита. В окончательной редакции алфавита 1873 года, разработанной Яковлевым без участия Белилина, была сохранена в неизменном виде. Данный алфавит использовался вплоть до 1910 года, когда он был пересмотрен Н. И. Ашмариным; в его редакции алфавита ꚋ была частично вытеснена буквой ч. Была исключена из алфавита постановлением 1926 года (фактически была упразднена только в 1933 году) и заменена буквой ч. Обозначала звук [tʲ~t͡ɕ].
Также использовалась в сванской азбуке 1864 года для обозначения [tʼ]. 